# Старий Ґарваж
Старий Ґарваж (пол. Stary Garwarz) — село в Польщі, у гміні Гліноєцьк Цехановського повіту Мазовецького воєводства.
Населення — 121 особа (2011).
У 1975-1998 роках село належало до Цехановського воєводства.

## Демографія
Демографічна структура станом на 31 березня 2011 року:
|          | Загалом | Допрацездатний вік | Працездатний вік | Постпрацездатний вік |
| -------- | ------- | ------------------ | ---------------- | -------------------- |
| Чоловіки | 61      | 16                 | 40               | 5                    |
| Жінки    | 60      | 20                 | 25               | 15                   |
| Разом    | 121     | 36                 | 65               | 20                   |